# Málo temný případ
Málo temný případ (v anglickém originále Cue Detective) je 2. díl 27. řady (celkem 576.) amerického animovaného seriálu Simpsonovi. Scénář napsal Joel H. Cohen a díl režíroval Timothy Bailey. V USA měl premiéru dne 4. října 2015 na stanici Fox Broadcasting Company a v Česku byl poprvé vysílán 1. dubna 2016 na stanici Prima Cool.

## Děj
Po zhlédnutí filmu Dr. Dolittle ve škole si děti uvědomí, že Bart a Líza zapáchají, a začnou si je kvůli tomu dobírat. Totéž se stane Homerovi v jaderné elektrárně, kde se mu spolupracovníci za zápach posmívají. Marge posléze zjistí, že zápach vychází z jejich oblečení, protože jejich pračka je stará a pokrytá plísní. Dá tak Homerovi pytel svých úspor (uložených v Benderově těle, které je od událostí v Simpsoramě v jejich sklepě), aby si mohli koupit novou pračku. Cestou do obchodu Homer ucítí vůni něčeho lahodného a objeví stánek s grilováním u silnice, který provozuje starý motorkář. Když si Homer dá to nejlepší barbecue, jaké kdy jedl, motorkář mu prozradí, že tajemství spočívá v tom, že udírna byla vyrobena z meteoritu s jedinečným tvarem úlu, který zachytil veškerý tuk a omáčku z každého grilování, které kdy bylo. Homer se s radostí vzdá pračky, aby si mohl udírnu koupit pro sebe. 
Marge se rozčiluje, že Homer utratil všechny její peníze za „gril“, ale chuť jedinečně ugrilovaného jídla si ji získá natolik, že se připojí k rodinné hostině, při níž Líza sní grilovanou mrkev. Vůně přiláká na zahradu Simpsonových lidi z celého Springfieldu, aby si pochutnali na pikantních kouscích masa. Nakonec se Homerův gril stane tak populárním, že ho šéfkuchař televizní stanice The Chew Network Scotty Boom vyzve na souboj v uzení. Když Homer připravuje uzené vepřové maso na soutěž, zjistí, že mu někdo ukradl udírnu. 
Poté, co rozrušený Homer zavolá policii, která není schopna udírnu najít, se Bart a Líza rozhodnou zločin vyšetřit sami. Prozkoumají dvůr a zjistí, že zloděj dal Spasiteli sklenici přírodního arašídového másla, aby odvedl jeho pozornost od štěkání. Dvojice se pak vydá do jediného obchodu ve městě, který prodává přírodní arašídové máslo, kde přimějí pracovníka, aby jim umožnil prohlédnout si záznam z bezpečnostní kamery, na němž je vidět, jak Nelson arašídové máslo kupuje. Bart a Líza si jdou promluvit s Nelsonem do parku, kde hraje na tabletu hru Bitva hradů s drahými vylepšeními. Nelson je zdrženlivý a krátce poté utíká k vrakovišti, kde se s někým setká a kde dvojice pozoruje, jak mu platí, a pod stromy odhalují tajemného muže. Ten od grilu odejde, ale gril je příliš horký na to, aby ho Bart s Lízou odtáhli pěšky, a tak jim ujede přímo na korbu pick-upu a je odvezen pryč. 
Homer, Bart, Líza a Maggie se vzdají naděje na výhru v soutěži, ale Marge je přesvědčí, že s pomocí pronajatého stojanu na koření si s udírnou poradí. Na soutěži, kterou pořádá Alton Brown, se Marge snaží bojovat proti Scottymu, ale neuspěje, protože maso ochutila vším kořením dohromady. Když však Scotty prezentuje své maso, zjistí se, že otisk roštu ve tvaru úlu neodpovídá jeho grilu, a je obviněn z podvádění. Scotty je vyhozen ze stanice The Chew Network, vyloučen ze soutěže a zatčen náčelníkem Wiggumem. Ačkoli jsou poté Simpsonovi prohlášeni za vítěze, Bart a Líza jsou stále zmatení, dokud neuslyší stejné vyzvánění mobilního telefonu, které slyšeli, když Nelson dodával udírnu, a tak se rozhodnou majitele telefonu pronásledovat. Když ho dostihnou, zjistí, že je to Scottyho syn Tyler, který to na svého otce hodil, protože byl příliš zaneprázdněn svou televizní show a netrávil čas s rodinou. Tyler jim vysvětlí, že se s Nelsonem seznámil při hře Bitva hradů a najal si ho, aby ukradl Homerovu udírnu, aby to na něj mohl hodit. Scotty a Tyler se brzy usmíří, vše si vyjasní s úřady a Tyler udírnu vrátí Homerovi. 
Během závěrečných titulků je v několika scénách ukázána budoucnost udírny, počínaje tím, že ho Simpsonovi vymění Nelsonovi za novou pračku, a konče tím, že si ho mimozemští včelí lidé odnesou zpět do vesmíru. 

## Přijetí
Epizoda získala rating 2,7 a sledovalo ji celkem 6,02 milionu diváků, čímž se stala nejsledovanějším pořadem stanice Fox té noci.
Dennis Perkins, kritik The A.V. Club, udělil epizodě známku B− a uvedl, že epizoda je „takovým dobře odvyprávěným, skromným příběhem Simpsonových, který seriál stále dokáže. Není nijak okázalý, je to takový ten každodenní simpsonovský příběh, který má tendenci ztrácet se v záplavě nekvalitních novodobých epizod Simpsonových i lidí, kteří si na již zmíněné novodobé díly Simpsonových stěžují. Ale kdyby takových epizod bylo víc, křik by trochu utichl.“